# 札幌市立西岡南小学校
札幌市立西岡南小学校（さっぽろしりつ にしおかみなみしょうがっこう）は、北海道札幌市豊平区西岡4条12丁目にある市立小学校。
校木はイチイであり、地元住民から寄贈されたものである。
札幌市教育委員会の事業である「札幌市学校図書館地域開放事業」の指定校となっている。

## 沿革
- 1980年2月15日 - 西岡南小学校校舎竣工。
- 1980年3月25日 - 札幌市立西岡小学校より分割し、札幌市立西岡南小学校の開校。
- 1999年10月16日 - 開校20周年を祝う会執行。

## 主な出身者
- 神田夢実 - サッカー選手